# 金山神社 (名古屋市熱田区)
金山神社（かなやまじんじゃ）は、愛知県名古屋市熱田区金山町1丁目にある神社。周辺の地名である「金山」は当社に由来する。

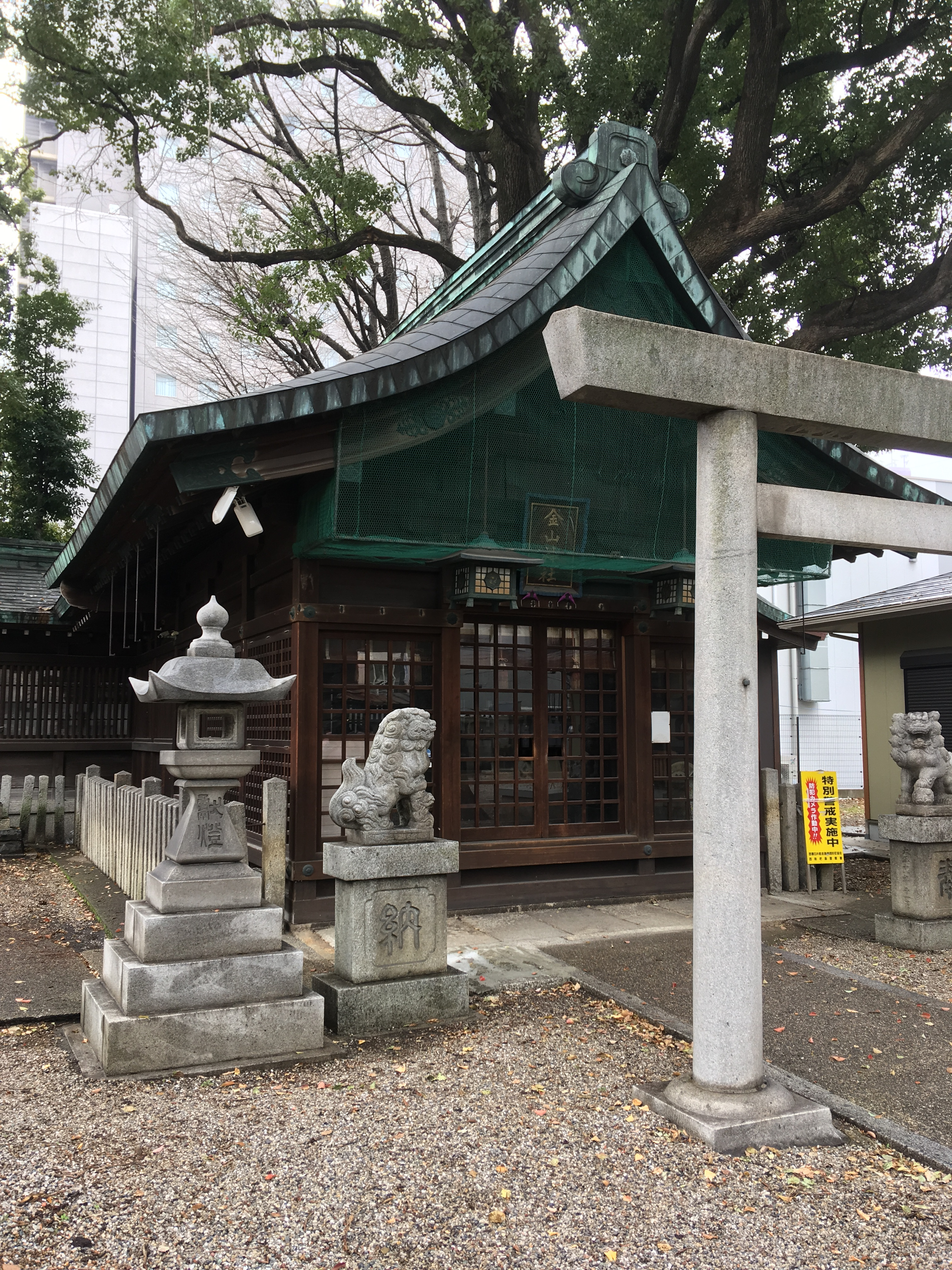
狛犬（金山神社）

## 由緒
承和年間（834年 - 847年）、熱田神宮の鍛冶職であった尾崎善光が自らの屋敷に勧請したのが始まりと伝わる。応永年間（1394年 - 1427年）、尾崎氏は住まいを現在の熱田区中瀬町に移して元の屋敷跡に社殿を造営した。この付近は熱田神宮の神域北端にあたることから高座結御子神社の末社となり、神宮の禰宜により祭祀が営まれていたという。これらから当地は「尾張鍛冶発祥の地」とされ、周辺には古くから鍛冶職人が集まり室町時代後期から江戸時代初期にかけては「金山鍔」と呼ばれる鍔の一大生産地でもあった。当社では江戸時代末期から金物商による「金栄」「竹栄」2つの講が成立して社殿の造営などが行われた。

### 近代
明治5年8月（1872年9月）に村社に列格、1929年（昭和4年）10月には神饌幣帛料供進社に指定。前述の2つの講は「金盛講」と名を改めて続いたが1956年（昭和31年）に発展的解消、翌年には奉賛会が結成された。現在も金属業界の崇敬を集める神社として知られる。毎年11月に行われる例祭は「ふいご祭」と称しており 、かつては刀鍛冶の奉納も行われていた。

## アクセス
- 金山駅（JR東海・名鉄・名古屋市営地下鉄）から約300メートル。